# تشارلي أوسغود
تشارلي أوسغود (بالإنجليزية: Charlie Osgood)‏ هو لاعب كرة قاعدة أمريكي، ولد في 23 نوفمبر 1926 في سومرفيل في الولايات المتحدة، وتوفي في 23 يناير 2014 في Tewksbury, Massachusetts ‏ في الولايات المتحدة.

## وصلات خارجية
- تشارلي أوسغود على موقع دوري كرة القاعدة الرئيسي (الإنجليزية)
- تشارلي أوسغود على موقعبيزبول رفرنس.كوم (الدوري الرئيسي) (الإنجليزية)
- تشارلي أوسغود على موقعبيزبول رفرنس.كوم (الدوري الثانوي) (الإنجليزية)